# South Vinemont (Alabama)
South Vinemont é uma cidade  localizada no estado americano de Alabama, no Condado de Cullman.

## Demografia
Segundo o censo americano de 2000, a sua população era de 425 habitantes.
Em 2006, foi estimada uma população de 463, um aumento de 38 (8.9%).

## Geografia
De acordo com o United States Census Bureau, a localidade tem uma área de 1,7 km², sem área coberta por água.

## Localidades na vizinhança
O diagrama seguinte representa as localidades num raio de 24 km ao redor de South Vinemont.